# 家電製品エンジニア
家電製品エンジニア（かでんせいひんエンジニア）（旧称、電気・電子修理技術者資格）とは、家電製品などの設置、接続、セットアップ、リカバリー、修理、その他不具合症状の解消等に従事する者の知識や技能を認定する民間資格である。認定は、一般財団法人家電製品協会が実施している。

## 概要
認定する家電製品エンジニア資格には、
- 家電製品エンジニア（AV情報家電）
- 家電製品エンジニア（生活家電）

の2つがあり、両方を得ると家電製品総合エンジニアの称号を得ることが出来る。
認定のために期待されるレベルは次の通りである。
- 各種家電製品の基礎理論と動作原理の理解
- 不具合原因を各種要因に切り分けられる
- 論理的で合理性のある診断、処置方法を理解し、実行できる
- 必要な工具、測定器を使うことができる
- 安全点検の知識、実行
- 電気安全に関する知識、関連法規の知識、適切な運用
- 家電製品の安全・上手な使用等について適切な技術的支援を与えられる

## 試験

### 「AV情報家電」試験
AV情報家電に関する
- 基礎技術 - 理論、動作原理
- 応用技術 - 実践的知識、ソリューション能力

### 「生活家電」試験
生活家電に関する 
- 基礎技術 - 理論、動作原理
- 応用技術 - 実践的知識、ソリューション能力

### 試験日
年2回（3月、9月）

### 受験資格
誰でも受験できる